# Вентилация
Вентилацията най-общо представлява съвкупност от мероприятия, чрез които се поддържа чистотата и подвижността на въздуха. Чрез вентилацията се постига в мястото на пребиваване на хората въздушната среда да не съдържа вредни газове, пари или прах с над пределно допустимата концентрация (ПДК). Вентилационната инсталация представлява комплекс от съоръжения (вентилатори, филтри, нагреватели) и елементи (въздухопроводи, вентилационни решетки, дроселиращи устройства, шумозаглушители), чрез които се реализира вентилацията.
За целите на вентилацията необходимият дебит (в m3/h) на вентилаторите се изчислява по формулата:
Q = V.p.k,
където V е обемът на помещението, р  – броят на смените на въздуха в помещението за 1 час и k – коефициент на запълване на помещението (избира се в интервала 0,7 – 0,95, като колкото по-запълнено е помещението, толкова по-ниска е стойността на този коефициент).
Препоръчителните норми за p са:
| Помещения         | Търговски и обществени обекти | Битови помещения |
| ----------------- | ----------------------------- | ---------------- |
| Фурни             | 20 – 30 пъти                  |                  |
| Кухня             |                               | 6 пъти           |
| Банки             | 3 – 4 пъти                    |                  |
| Баня              |                               | 5 пъти           |
| Кафенета, барове  | 10 – 15 пъти                  |                  |
| Санитарен възел   |                               | 7 пъти           |
| Столови           | 5 – 10 пъти                   |                  |
| Пералня           |                               | 10 пъти          |
| Кина и театри     | 5 – 8 пъти                    |                  |
| Мазе              |                               | 4 пъти           |
| Конферентни зали  | 8 – 12 пъти                   |                  |
| Гараж             |                               | 4 пъти           |
| Фоайета           | 3 – 5 пъти                    |                  |
| Тоалетна          |                               | 10 пъти          |
| Гаражи            | 6 – 8 пъти                    |                  |
| Спортни салони    | 6 – 12 пъти                   |                  |
| Фризьорски салони | 10 – 15 пъти                  |                  |
| Лаборатории       | 8 – 12 пъти                   |                  |
| Тоалетни          | 8 – 15 пъти                   |                  |
| Офиси             | 4 – 8 пъти                    |                  |
| Библиотеки        | 3 – 5 пъти                    |                  |
| Записващи студия  | 10 – 12 пъти                  |                  |
| Ресторанти        | 6 – 10 пъти                   |                  |
| Училищни стаи     | 2 – 4 пъти                    |                  |